# Aesalus ulanowskii
Aesalus ulanowskii là một loài bọ cánh cứng trong họ Lucanidae. Loài này được Ganglbauer mô tả khoa học năm 1887.